# Digitaleurope

Früheres Logo der Organisation

Digitaleurope ist eine Vereinigung von mehr als 41 nationalen Elektronikverbänden und mehr als 103 großen Elektrounternehmen aus Europa, den USA und Japan. Von 1999 bis Anfang 2009 nannte sie sich European Information, Communications and Consumer Electronics Industry Technology Association (EICTA). Mit Sitz in Brüssel, Belgien, vertritt DIGITALEUROPE über 45.000 Unternehmen aus 30 Ländern.
Die Organisation vergibt unter anderem das „HD ready“-Label für Fernsehgeräte sowie das „HD TV“-Label für Receiver. Ferner ist es eine internationale Lobbyorganisation.

## Geschichte
DIGITALEUROPE wurde 1999 als European Information and Communications Technology Industry Association (EICTA) gegründet, indem zwei frühere europäische Organisationen, ECTEL und EUROBIT, die die Informations- und Telekommunikationsindustrien vertraten, zusammengelegt wurden. EICTA erweiterte seinen Tätigkeitsbereich um die Unterhaltungselektronikindustrie; am 1. Oktober 2001 fusionierte der Verband mit der European Association of Consumer Electronics Manufacturers (EACEM). Der neue gemeinsame Verband änderte seinen Namen in European Information, Communications and Consumer Electronics Technology Industry Association (behielt jedoch das ursprüngliche Akronym EICTA bei).
Am 12. März 2009 wurde EICTA in DIGITALEUROPE umbenannt.

## Mitglieder
Zu den Mitgliedsunternehmen gehören unter anderem Apple, Blaupunkt, Canon, Dell, Epson, Fujitsu, Hewlett-Packard, Hitachi, IBM, Infineon, Intel, Lexmark, LG, Matsushita, Micronas, Microsoft, Motorola, NEC, Nokia, Philips, Sanyo, Siemens, Sony, Sun, TI und Toshiba.
Die Vereinigung ist die internationale Dachorganisation des deutschen Branchenverbands BITKOM. Der ZVEI ist ebenso Mitglied wie der SWICO und der FEEI.